# Лаветтсвілл (Вірджинія)
Лаветтсвілл (англ. Lovettsville) — місто (англ. town) в США, в окрузі Лаудун штату Вірджинія. Населення — 2694 особи (2020).

## Географія
Лаветтсвілл розташований за координатами 39°16′27″ пн. ш. 77°38′19″ зх. д. / 39.27417° пн. ш. 77.63861° зх. д. (39.274281, -77.638727).  За даними Бюро перепису населення США в 2010 році місто мало площу 2,29 км², з яких 2,28 км² — суходіл та 0,01 км² — водойми. В 2017 році площа становила 2,14 км², з яких 2,13 км² — суходіл та 0,01 км² — водойми.

## Демографія
Згідно з переписом 2010 року, у місті мешкало 1613 осіб у 566 домогосподарствах у складі 424 родин. Густота населення становила 705 осіб/км².  Було 599 помешкань (262/км²).
Расовий склад населення:
| - 87,0 % — білих - 6,0 % — чорних або афроамериканців - 1,7 % — азіатів - 0,3 % — корінних американців - 0,1 % — вихідців з тихоокеанських островів - 1,9 % — осіб інших рас |

До двох чи більше рас належало 3,0 %. Частка іспаномовних становила 7,3 % від усіх жителів.
За віковим діапазоном населення розподілялося таким чином: 32,4 % — особи молодші 18 років, 60,0 % — особи у віці 18—64 років, 7,6 % — особи у віці 65 років та старші. Медіана віку мешканця становила 33,5 року. На 100 осіб жіночої статі у місті припадало 92,5 чоловіків;  на 100 жінок у віці від 18 років та старших — 87,3 чоловіків також старших 18 років.
Середній дохід на одне домашнє господарство  становив 110 205 доларів США (медіана — 103 750), а середній дохід на одну сім'ю — 112 191 долар (медіана — 108 155). Медіана доходів становила 75 313 долари для чоловіків та 54 375 доларів для жінок. За межею бідності перебувало 2,4 % осіб, у тому числі 2,4 % дітей у віці до 18 років та 5,4 % осіб у віці 65 років та старших.
Цивільне працевлаштоване населення становило 930 осіб. Основні галузі зайнятості: освіта, охорона здоров'я та соціальна допомога — 21,9 %, науковці, спеціалісти, менеджери — 18,3 %, роздрібна торгівля — 12,6 %, публічна адміністрація — 11,1 %.